# Gligorije Rakočević
Gligorije Rakočević (in montenegrino Глигорије Ракочевић; Pljevlja, 7 agosto 1995) è un cestista montenegrino.